# George Spencer-Churchill, 8:e hertig av Marlborough
George Charles Spencer-Churchill, 8:e hertig av Marlborough född 13 maj 1844, död 9 november 1892 i stroke på Blenheim Palace, var en brittisk pär.
Spencer-Churchill var son till John Spencer-Churchill, 7:e hertig av Marlborough (1822–1883).

## Familj
Gift 1:o 1869 med Lady Albertha Hamilton (1847–1932) (skilda 1883), dotter till James Hamilton, 1:e hertig av Abercorn; gift 1888 med Lilian Warren Price (d. 1909).
- Lady Frances (1870–1954); gift 1893 med Sir Robert Gresley, 11:e baronet. (1866–1936)
- Charles Spencer-Churchill, 9:e hertig av Marlborough (1871–1934); gift 1:o 1895 med Consuelo Vanderbilt (1870–1964) (skilda 1921); gift 2:o  1921 med Gladys Marie Deacon (1881–1977)
- Lady Lilian (1873–1951); gift 1898 med överste Cecil Alfred Grenfell (1864–1924)
- Lady Norah (1875–1946); gift 1920 med Francis Bradley Bradley-Birt (1874–1963)